# 井上佐市郎
井上 佐市郎（いのうえ さいちろう、天保5年（1834年） - 文久2年8月2日（1862年8月26日））は、幕末の土佐藩士。桐雨と号した。名は佐一郎とも。

## 生涯
家柄は下士の足軽であったが、土佐藩参政・吉田東洋に認められて下横目の役職を与えられる。文久2年（1862年）藩主・山内豊範の参勤に従って上洛するが、吉田東洋が土佐で暗殺された事を知るやその犯人の探索に当たる。しかしその行動が下手人であった土佐勤王党に危険視された。
文久2年8月2日（1862年8月26日）、勤王党員に心斎橋筋の小料理屋「大与（だいよ）」に誘われ酒を飲まされ、店を出た路上で岡田以蔵らによって絞殺された。当初、水死に見せかけようとする犯行であったが、うっかり脇差でとどめを刺してしまったため、道頓堀に投げ捨てられたが他殺体で発見された。
墓所は高知県高知市の秦泉寺にある。

## 補註
1. ↑  『道頓堀 人斬り以蔵、最初の暗殺現場(1)』産経新聞、2018年6月3日附(1)
2. ↑  『道頓堀 人斬り以蔵、最初の暗殺現場(2)』産経新聞、2018年6月3日附(2)』

## 関連作品
小説
- 『人斬り以蔵』（司馬遼太郎著）
- 『人斬り以蔵の道理』（吉川永青著）

漫画
- 『お～い!竜馬』（原作:武田鉄矢、作画:小山ゆう）
- 『竜馬がゆく』（原作：司馬遼太郎、漫画：鈴ノ木ユウ）

テレビドラマ
- 『龍馬伝』（2010年、NHK大河ドラマ、演:金山一彦）